# Brigitte Kraus
Brigitte Kraus (Bensberg, 12 agosto 1956) è un'ex mezzofondista tedesca.

## Palmarès
| Anno | Manifestazione | Sede        | Evento | Risultato | Prestazione | Note                          |
| ---- | -------------- | ----------- | ------ | --------- | ----------- | ----------------------------- |
| 1976 | Europei indoor | Monaco      | 1500 m | Oro       | 4'15"2      |                               |
| 1978 | Europei indoor | Milano      | 1500 m | Bronzo    | 4'07"6      |                               |
| 1979 | Europei indoor | Vienna      | 1500 m | 4ª        |             |                               |
| 1982 | Europei indoor | Milano      | 1500 m | Argento   | 4'04"22     |                               |
| 1982 | Europei        | Atene       | 1500 m | 7ª        |             |                               |
| 1983 | Europei indoor | Budapest    | 1500 m | Oro       | 4'16"14     |                               |
| 1983 | Mondiali       | Helsinki    | 3000 m | Argento   | 8'35"11     | Miglior prestazione personale |
| 1984 | Europei indoor | Göteborg    | 3000 m | Oro       | 9'12"07     |                               |
| 1984 | Olimpiadi      | Los Angeles | 3000 m | Finale    | dnf         |                               |
| 1985 | Europei indoor | Il Pireo    | 1500 m | Bronzo    | 4'03"64     | Miglior prestazione personale |
| 1987 | Europei indoor | Liévin      | 3000 m | Bronzo    | 8'53"01     |                               |
| 1988 | Europei indoor | Budapest    | 1500 m | Bronzo    | 4'07"06     |                               |